# دانشگاه لا روشل
دانشگاه روشل (به فرانسوی: Université de La Rochelle) یک دانشگاه در فرانسه است که در لا روشل واقع شده‌است. وزارت علوم این دانشگاه را به عنوان دانشگاه ممتاز ارزیابی می‌نماید.
این دانشگاه در سال ۱۹۹۳ تأسیس شد و یکی از جدیدترین دانشگاه‌های فرانسه است. اولین سنگ بنای آن توسط فرانسوا میتران و هلموت کهل گذاشته شد. این دانشگاه در تلاش است تا با ارائه دوره‌های نوآورانه در زمینه قوانین کسب و کار در جهان، آسیا-اقیانوس آرام، دانشجویان را به سوی خود جذب کند. در آغاز سال ۲۰۰۰، ۶۰۰۰ دانشجو در این دانشگاه وجود داشت. در کنار این دوره‌های دانشگاهی، کالج‌های دیگری مانند مدرسه هتل، مدرسه حقوق، مدرسه کسب و کار، دانشکده ارتباطات توده‌ای و غیره وجود دارد.